# Kheta Sarai
Kheta Sarai – miasto w północnych Indiach w stanie Uttar Pradesh, na Nizinie Hindustańskiej.
Populacja miasta w 2001 roku wynosiła 16 228 mieszkańców.